# تپه طاهرآباد ۴
تپه طاهر آباد ۴ مربوط به دوران‌های تاریخی پس از اسلام است و در شهرستان بویین زهرا، بخش مرکزی، روستای طاهرآباد واقع شده و این اثر در تاریخ ۲۲ مرداد ۱۳۸۴ با شمارهٔ ثبت ۱۳۲۴۱ به‌عنوان یکی از آثار ملی ایران به ثبت رسیده است.